# NGC 4814
NGC 4814 is een spiraalvormig sterrenstelsel in het sterrenbeeld Grote Beer. Het hemelobject werd op 17 maart 1790 ontdekt door de Duits-Britse astronoom William Herschel.

## Synoniemen
- UGC 8051
- MCG 10-19-3
- ZWG 294.3
- ZWG 293.44
- IRAS 12532+5836
- PGC 44025